# Cratere Stein (Luna)
Stein è un cratere lunare di 30,72 km situato nella parte nord-occidentale della faccia nascosta della Luna.
Il cratere è dedicato all'astronomo e gesuita olandese Johan Willem Jakob Antoon Stein.